# Curspi
Curspi o Curspie es el nombre de un tipo de espíritu maligno presente en la mitología Yagán, que según la tradición los castiga con viento, lluvia y nieve; y con ello dificultaba la obtención de alimentos y otros quehaceres. Era un ser que hacía temblar a las mujeres y los niños cuando aparecía, y que los hombres le imprecaban para que se alejara; siendo considerado el arcoíris como el mensajero de sus iras. No debe confundirse con el concepto de Kaspi (alma, espíritu) de la cultura Selknam.